# Prăjeni
Prăjeni est une commune du județ de Botoșani en Roumanie.